# Елховка (приток Суры)
Елховка — река в России, протекает по Порецкому району Чувашии. Левый приток реки Суры.

## География
Река Елховка берёт начало у села Турдаково. Течёт на север по открытой местности, протекает через село Порецкое. Устье реки находится в 225 км от устья Суры. Длина реки составляет 16 км, площадь водосборного бассейна — 55,8 км².

## Данные водного реестра
По данным государственного водного реестра России относится к Верхневолжскому бассейновому округу, водохозяйственный участок реки — Сура от устья реки Алатырь и до устья, речной подбассейн реки — Сура. Речной бассейн реки — (Верхняя) Волга до Куйбышевского водохранилища (без бассейна Оки).
Код объекта в государственном водном реестре — 08010500412110000038947.